# Алымбеков, Эркинбек Джумабаевич
Эркинбек Джумабаевич Алымбеков (5 ноября 1961, с. Жаны-Арык, Ак-Суйский район Иссык-Кульская область — 29 августа 2016) — киргизский политик. Депутат Жогорку Кенеша двух созывов. Заместитель председателя партии «Ата-Мекен» с 2010 года. С 27 марта 2005 года 1-й заместитель председателя Жогорку Кенеша после парламентских выборов 2005 года. Женат, четверо детей.

## Биография
В 1983 году закончил Московский институт управления им. Орджоникидзе по специальности «Организация управления в строительстве и городском хозяйстве».
С 1983 года — экономист в Министерстве сельского хозяйства, впоследствии — сначала экономист, а потом начальник цеха во Фрунзенском производственно-обувном объединении. В 1984 году прошёл на выборах в первые секретари Свердловского райкома комсомола Киргизии.
- С 1990 по 1992 годы — менеджер Ассоциации малого бизнеса.
- С 1992 по 1994 годы — председатель правления АО «Азия Инвест».
- С 1994 по 1999 годы — председатель исполкома партии Единства Кыргызстана, по совместительству — вице-президент «Ассоциации независимых юристов».
- С 1999 по 2000 годы — заведующий сектором корпоративного управления Аппарата Премьер-министра Кыргызской Республики.
- С 2000 по 2001 годы — первый заместитель главы Октябрьской райадминистрации мэрии г. Бишкек.
- С 2001 по 2002 годы — помощник Председателя Центральной избирательной комиссии Кыргызской Республики.
- С 2002 по 2004 годы — председатель правления АО «Центрально-Азиатская топливная компания».
- С 2004 по 2005 годы — президент Общественного фонда «Каракол».

В марте 2005 года прошёл на выборах в депутаты Жогорку Кенеша Кыргызской Республики третьего созыва. С марта 2005 — 1-й заместитель Торага (председателя) Жогорку Кенеша Кыргызской Республики. С 27 февраля по март 2006 г. временно исполнял должность спикера Жогорку Кенеша Кыргызстана.
Осенью 2006 года пытался создать свою партию «Единый суверенный Кыргызстан», однако в октябре 2006 г. стал членом партии «Ата-Мекен».
С февраля 2007 — член политсовета и ответственный за пиар-акции и работу со СМИ в оппозиционной партии «Ата-Мекен».
С 2010 года — заместитель председателя социалистической партии «Ата Мекен».
С 30 апреля 2010 работал членом Конституционного совещания Кыргызстана.
В августа 2010 участвовал в парламентских выборах от партии «Ата Мекен» под № 6 партийного списка.
С 10.11.2010 — 02.2014 занимал должность депутата Жогорку Кенеша.
С 23.12.2010 — председатель Комитета по инвестиционной политике, туризму и экономической стратегии Жогорку Кенеша.
С 11.01.2012 — председатель Комитета по конституционному законодательству, государственному устройству и правам человека Жогорку Кенеша.
С 8.11.2012 — председатель Комитета по конституционному законодательству, госустройству и местному самоуправлению Жогорку Кенеша.
7.02.2014 депутатский мандат был отозван ЦИК «согласно поданному заявлению».
В феврале 2014 года Эркинбек Алымбеков подал заявление в ЦИК Кыргызстана о сложении депутатских полномочий в связи с несогласием с позицией парламента по вопросу меморандума Правительства с компанией «Centerra Gold Inc.», по которому как кыргызстанская сторона, так и компания «Centerra Gold Inc.» будут иметь по 50 % доли от добычи золота на крупнейшем золоторудном месторождении Центральной Азии «Кумтор». Во время обсуждения в парламенте вопроса по «Кумтору» Эркинбек Алымбеков заявил, что если будет принято решение поддержать позицию правительства, он сдаст депутатский мандат. В свою очередь Эркинбек Алымбеков выступал за увеличение доли Кыргызстана до 67 % в совместном с канадской стороной предприятии, а также о взыскании с канадской компании $1 миллиарда долларов ущерба по соглашениям от 2003 и 2009 годов. Эркинбек Алымбеков в рамках позиционирования отстаивания интересов страны предлагал отправить в отставку правительство Сатыбалдиева, которое выступает адвокатом «Центерры» и, не боясь международных судов, улучшать позиции Кыргызстана в переговорах с канадской компанией по проекту «Кумтор».
Скончался 29 августа 2016 года, похоронен на Ала-Арчинском кладбище.